# Prion
En prion er en infektiøs partikel hvis ekstracellulære form kun indeholder protein. Prioner er resistente overfor inaktivering og forårsager bl.a. sygdommene kogalskab hos kvæg, skrantesyge hos hjorte og Creutzfeldt-Jakobs sygdom hos mennesker. Prion er et kunstord dannet ud fra den engelske betegnelse "proteinaceous infectious particle".
Prionsygdomme skyldes at et protein folder i en ukorrekt form, som derefter kan tjene som en skabelon til at reproducere den forkerte form til andre proteiner. Derudover kan flere fejlfoldede proteiner danne komplekser som forårsager udfældning af proteiner i cellen.
Et prionprotein kan være dannet af en mutation i det proteinkodende gen eller ved andre processer i cellen. I 2016 viste forskere at kobberioner, Cu++, kan forårsage fejlfoldning af isolerede prioner, så der kunne være en årsagssammenhæng mellem mangan/kobber og prionsygdommenes opståen og spredning. Mangan forgiftning giver virkninger, som ikke kan adskilles fra kreutzfeldt jacobsen syndrom.[kilde mangler]

## Proteiner med prion-lignende domæner
Proteiner, der danner aggregater associeret til neurodegenerative sygdomme, indeholder såkaldte prion-lignende domæner (PrLD) eller kryptiske amyloidogene regioner (CAR). Det er domæner med simple sekvenser beriget med uladede polære aminosyrer (asparagin, glutamin og tyrosin) og glycin.  Det prion-lignende domæne spiller en nøglerolle i reguleringen af opløselighed og foldning af proteiner.  

### Nogle eksempler
- Amyloid-β
- FUS[2]
- Gær-prionprotein[3]
- Tau protein
- TDP-43